# Sokoban Basic 2
O sokoban é um jogo de estratégia que estimula o raciocínio lógico.
Ele foi criado no ano de 1980 por Hiroyuki Imabayashi. É um jogo que consiste em controlar um personagem que deve mover caixas em um labirinto, dispondo-as sobre os locais demarcados. Os únicos movimentos que o trabalhador pode realizar são andar e empurrar caixas que somente se deslocam nos sentidos horizontal e vertical. Não pode-se empurrar duas ou mais caixas juntas de uma só vez e nenhuma caixa pode ser puxada, sendo assim, quando são colocadas nos cantos do labirinto não podem mais serem movidas. Quando todas as posições demarcadas são preenchidas com caixas, o jogador completa a fase e libera a seguinte.  
O nome Sokoban tem origem japonesa, e significa warehouse keeper (pessoa responsável por um armazém).   
Fonte: http://reioraculo.blogspot.com/2011/03/sokoban-fitness-mental.html#!/2011/03/sokoban-fitness-mental.html